# Брежнев, Дмитрий Данилович
Дми́трий Дани́лович Бре́жнев (1905—1982) — советский растениевод, селекционер растений, доктор сельскохозяйственных наук (1953), профессор (1954), академик ВАСХНИЛ (1956), первый вице-президент ВАСХНИЛ (1956—1961, 1968—1973). Член ЦК КПСС (1956—1961). Депутат ВС РСФСР 4 созыва. Член ВКП(б) с 1926 года.

## Биография
Родился 25 октября (7 ноября) 1905 года в селе Писклово (ныне Курская область). В 1933 году окончил Воронежский сельскохозяйственный институт. После окончания института сначала работал директором Ахтубинской овощной зональной станции (1933—1934), затем — директором Грибовской овощной селекционно-опытной станции (1934—1936). В 1936 году был приглашён Н. И. Вавиловым в аспирантуру ВИР, которую окончил в 1939 году. С 1937 по 1941 год был заведующим отделом овощных культур ВНИИ растениеводства (ВИР). Участвовал в Великой Отечественной войне (1941—1945). В 1950—1952 годах секретарь Ленинградского обкома ВКП(б), в 1952—1954 годах заведующий отделом овощных культур ВНИИ растениеводства, в 1954—1956 годах второй секретарь Ленинградского обкома КПСС, в 1956—1961 годах первый вице-президент ВАСХНИЛ и главный редактор журнала «Вестник сельскохозяйственной науки», в 1961—1965 годах заведующий отделом овощных культур ВНИИ растениеводства.
С 1966 года по 1978 год — директор ВИР имени Н. И. Вавилова, одновременно в 1968—1973 годах первый вице-президент ВАСХНИЛ, в 1970—1982 годах главный редактор журнала «Вестник сельскохозяйственной науки».
В ВИРе занимался изучением овощных культур, в частности, томатов. По этой культуре им были проведены фундаментальные исследования, результаты которых обобщены в большом количестве печатных трудов. Много нового внес ученый в познание генетики, биологии развития и систематики томатов. Под его руководством созданы ценные сорта этой культуры, разработана система семеноводства тепличных томатов, огурцов и других овощей. При его непосредственном участии получили развитие новые направления селекции: отдаленная гибридизация, экспериментальный мутагенез, использование гетерозиса для повышения урожайности и устойчивости растений к неблагоприятным факторам. Опубликовал более 450 научных трудов, из них около 20 книг брошюр. Имеет 12 патентов на сорта и гибриды томатов.
Главный редактор журналов «Вестник сельскохозяйственной науки» и «Труды по прикладной ботанике, генетике и селекции».
Умер 4 апреля 1982 года. Похоронен в Москве на Кунцевском кладбище.

## Награды, почётные звания и должности
- Герой Социалистического Труда (5.11.1975)
- Сталинская премия третьей степени (1952) — за выведение новых сортов овощных культур и продвижение их семеноводства в северную зону
- заслуженный деятель науки РСФСР
- два ордена Ленина (29.11.1965; 5.11.1975)
- орден Октябрьской Революции (8.4.1971)
- орден Отечественной войны II степени (7.7.1944)[2]
- три ордена Трудового Красного Знамени (12.6.1954; 28.3.1956; 22.6.1957)
- орден Красной Звезды (12.9.1945)[3]
- орден «Знак Почёта» (27.10.1949)
- медали
- Золотая медаль имени И. В. Мичурина
- семь медалей ВДНХ СССР.

Высок был международный авторитет ученого-селекционера, выразившийся в избрании его почётным доктором Будапештского университета (1969), академиком академии сельскохозяйственных наук Германии (1960), почетным членом Всеамериканской ассоциации растениеводов (1968) и Французской сельскохозяйственной. академии (1971), членом Венгерской академии наук (1972), Международного совета по генетическим ресурсам растений ФАО (1970), правления ЕУКАРПИЯ (1968, президент 1976—1980).

## Основные научные труды
- Избирательность оплодотворения и неотложные задачи селекции семеноводства // Вест. соц. растен-ства. — 1941. — Вып. 1. — С. 20—3.
- Селекционное использование мировой коллекции томатов // Вестн. соц. растен-ства. — 1941. — Вып. 1. — С. 77—78.
- Иммунитет овощных культур к болезням - важный резерв повышения урожая и его качества // Тр. по прикладной ботанике, генетике и селекции. — Л.: ВИР, 1979. — Т. 64, вып. 1. — С. 3—9.
- Сорта овощных культур с мужской стерильностью и использование их в селекции и семеноводстве // Методика использования стерильных форм овощных культур в производстве гибридных семян. — Л., 1964. — С. 3—15.
- Проблема гетерозиса в овощеводстве // Объед. науч. сессия по пробл. гетерозиса : Тез. докл.. — М., 1966. — С. 29—36.
- Томаты // Гетерозис в овощеводстве. — Л., 1966. — С. 9—48.
- Генотип и среда в селекции тепличных томатов // Материалы совещания рабочей группы по томатам. — 1978. — С. 7—18.
- Состояние научно-исследовательских работ по томатам в странах народной демократии // Культура томатов в странах народной демократии. — М.: Госиздат, 1958. — С. 7—53.
- Томаты. — Л.: Колос, 1964. — 320 с.
- Брежнев Д. Д., Симонов А. А. К методу создания материнских функционально стерильных линий томатов, пригодных для гибридизации // Докл. Всесоюз. акад. с.- х. наук. — 1972. — Вып. 4. — С. 2—3.